# Polypodium lanugisosum
Polypodium lanugisosum là một loài dương xỉ trong họ Polypodiaceae. Loài này được Vell. mô tả khoa học đầu tiên năm 1831.
Danh pháp khoa học của loài này chưa được làm sáng tỏ. 